# Alex Renfroe
Gregory Alexander Renfroe (nacido el 23 de mayo de 1986 en  Savannah, Georgia) es un jugador de baloncesto estadounidense con nacionalidad bosnia. Mide 1,91 m y ocupa la posición de Base. Es internacional absoluto con Bosnia-Herzegovina. Actualmente pertenece a la plantilla del Real Betis Baloncesto de la Liga LEB Oro.

## College
Estuvo en el Hume-Fogg High School en Nashville, Tennessee, antes de irse en 2004 a la Universidad de Trevecca Nazarene, donde estuvo hasta 2006, jugando en la NAIA. Luego fue transferido a los Belmont Bruins, donde estuvo de 2007 a 2009 (la 2006-2007 la pasó en blanco por las reglas de la NCAA). En 67 partidos con los Bruins tuvo un promedió de 12.5 puntos, 5.6 rebotes, 4.3 asistencias y 1.7 robos de balón. Fue campeón de la Atlantic Sun Conference en 2008 (era el tercer título consecutivo del equipo) y elegido Jugador del Año de la Atlantic Sun Conference en 2009. En torneo final de la NCAA de 2008, estuvieron a punto de dar la sorpresa en primera ronda y eliminar al gran favorito, los Duke Blue Devils. Perdieron por un punto y Renfroe fue el máximo anotador de los Bruins con 15 puntos.

## Carrera profesional
Tras no ser elegido en el Draft de la NBA de 2009, decidió probar suerte en Europa y firmar por el VEF Riga de la Latvijas Basketbola līga, equipo donde destacaría, convirtiéndose en el mejor pasador de la temporada (5,7 asistencias por partido), 2º máximo recuperador (2,1 rec/part) y 3º en rebotes (6,1 rebotes/part). Además, participó en el partido del All Star de la liga letona. Con VEF Riga fue elegido MVP de la Liga Báltica. Quedó subcampeón de liga y jugó Eurochallenge.
En siguiente temporada, la 2010-2011, firmó por el KK Zagreb de la A1 Liga croata, siendo el 1º en recuperaciones de la liga (2,4 rec/part), además de convertirse en campeón de la liga croata y de la Copa de Croacia.
En 2011 pasa a la Legadue, la segunda división italiana, para luchar por el ascenso con el New Basket Brindisi. Logran el ascenso, siendo campeón de la eliminatoria de ascenso y campeón de la Copa LegaDue. Además consigue ser el 4º mejor asistente de la liga (3,6 asist/part).
En septiembre de 2012 da un paso más en su carrera, fichando por el Blancos de Rueda Valladolid de la ACB para ser el encargado de dirigir el juego del equipo vallisoletano.
En febrero de 2013 abandona el Blancos de Rueda Valladolid por los problemas de impagos del club y se hace oficial su fichaje por el Brose Baskets de la liga alemana hasta final de temporada. Con el Brose Baskets fue campeón de la Basketball Bundesliga.
Para la temporada 2013-2014 fichó por el BC Enisey Krasnoyarsk ruso, pero en mayo de 2014 deja el equipo y vuelve a la ACB, fichando hasta final de temporada por el Laboral Kutxa.
En la temporada 2014-2015 fichó por el ALBA Berlin con un contrato de 4 meses, que le renovaron en enero hasta final de temporada. Realizó una excelente campaña promediando 10.7 puntos, 4.8 rebotes y 4.9 asistencias en liga, mientras que en la Euroliga en 24 partidos jugados, promedió 9.8 puntos, 4.5 rebotes y 5.3 asistencias, con un 45% en triples. Fue elegido en el quinteto ideal de la Bundesliga.
Tras su gran temporada, en junio de 2015 firmó un contrato por dos años con el Bayern Múnich.
En noviembre de 2016 fichó por el FC Barcelona hasta final de temporada. En su debut en la liga española consiguió 7 puntos y dio 5 asistencias ante el Herbalife Gran Canaria.
El día 8 de junio de 2017 el FC Barcelona anuncia la no renovación de Renfroe para la temporada siguiente.
En julio de 2017 el Galatasaray anuncia el fichaje de Renfroe por una temporada.
Tras una temporada en Turquía, en julio de 2018 ficha por el BAXI Manresa por una temporada.
En diciembre de 2018 se desvincula del Manresa, cuando el equipo ocupaba el puesto quinto de la clasificación, para fichar por KK Partizan.
En julio de 2020, regresa a España para jugar en las filas del San Pablo Burgos de la Liga Endesa.
El 24 de agosto de 2022, firma por el Covirán Granada de la Liga Endesa.
El 14 de julio de 2023, firma por el RETAbet Bilbao Basket de la Liga Endesa.
El 19 de agosto de 2024, firma por el Real Betis Baloncesto de la Liga LEB Oro.

## Selección nacional
En el verano de 2015 recibió el pasaporte bosnio, pudiendo representar así a Bosnia en el Eurobasket 2015.

## Estadísticas

### Euroliga
| Año       | Equipo | PJ | PT | MPP  | %TC  | %3P  | %TL  | RPP | APP | ROB | TPP | PPP |
| --------- | ------ | -- | -- | ---- | ---- | ---- | ---- | --- | --- | --- | --- | --- |
| 2014-2015 | ALBA   | 24 | 8  | 26.5 | .479 | .457 | .824 | 4.5 | 5.3 | 1.4 | .1  | 9.8 |
| Total     |        | 24 | 8  | 26.5 | .479 | .457 | .824 | 4.5 | 5.3 | 1.4 | .1  | 9.8 |